# Пінковицька сільська рада
Пінковицька сільська́ ра́да (біл. Пінкавіцкі сельсавет) — адміністративно-територіальна одиниця у складі Пінського району Берестейської області Білорусі. Адміністративний центр — село Пінковичі.

## Склад
Населені пункти, що підпорядковувалися сільській раді станом на 2009 рік:
| Населений пункт | Тип  | Населення, осіб (2009) |
| --------------- | ---- | ---------------------- |
| Вишевичі        | село | 942                    |
| Пінковичі       | село | 3651                   |

## Населення
За переписом населення Білорусі 2009 року чисельність населення сільської ради становила 4593 особи.

### Національність
Розподіл населення за рідною національністю за даними перепису 2009 року:
| Національність                | Осіб | Відсоток |
| ----------------------------- | ---- | -------- |
| білоруси                      | 4342 | 94,54 %  |
| росіяни                       | 131  | 2,85 %   |
| українці                      | 99   | 2,16 %   |
| поляки                        | 9    | 0,20 %   |
| національність не вказана     | 5    | 0,11 %   |
| литовці                       | 1    | 0,02 %   |
| молдовани                     | 1    | 0,02 %   |
| німці                         | 1    | 0,02 %   |
| латиші                        | 1    | 0,02 %   |
| казахи                        | 1    | 0,02 %   |
| національність не повідомлена | 1    | 0,02 %   |
| дві та більше національності  | 1    | 0,02 %   |
| Разом                         | 4593 | 100 %    |